# Piano électrique Yamaha
Pour un article plus général, voir Piano électrique.
 (septembre 2024).
Si vous disposez d'ouvrages ou d'articles de référence ou si vous connaissez des sites web de qualité traitant du thème abordé ici, merci de compléter l'article en donnant les références utiles à sa vérifiabilité et en les liant à la section « Notes et références ».
Les pianos électriques de la société Yamaha utilisent un mécanisme proche du piano acoustique.
Ce système peu répandu est aussi celui utilisé par Kawai.

## Principe
Comme pour le piano acoustique, les touches actionnent des marteaux qui frappent des cordes, mais chacune est munie d'un micro électromagnétique, comme pour la guitare électrique. Ce système permet de capter la vibration de chaque corde sans capter les sons périphériques.

## Modèles
- CP-60 (76 touches)
- CP-70 (73 touches)
- CP-80 (88 touches)

## Utilisation
Le modèle CP-80 a été utilisé en particulier par Peter Gabriel, et le CP-70 par Tony Banks de Genesis.